# Heteronychini
Heteronychini is een tribus uit de familie van bladsprietkevers (Scarabaeidae). 